# 陈少波
陈少波（1969年6月—），贵州沿河人，土家族，中国共产党党员。中华人民共和国政治人物、工商管理硕士，第十三届全国人民代表大会贵州省代表。

## 生平
曾任贵州省发展和改革委员会副主任、贵州省人民政府副秘书长等职务。2016年3月，任贵州省发展和改革委员会主任。
2018年，陈少波被选为贵州省出席第十三届全国人民代表大会代表。
2022年4月，当选为中共贵州省委常委。同年5月，担任省委秘书长。
2024年1月，调任中共黑龙江省委常委，并获任命为黑龙江省人民政府副省长。